# Ťiao Jü

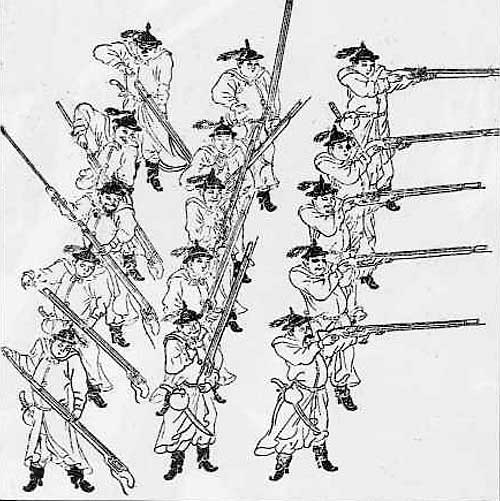
Mingští mušketýři ve výcvikové formaci

Ťiao Jü (čínsky pchin-jinem Jiāo Yù, znaky 焦玉) byl čínský generál bojující ve druhé polovině 14. století v armádě zakladatele dynastie Ming císaře Chung-wua. Byl pověřen velením dělostřelectva mingských vojsk, v této funkci významně přispěl k porážce armád mongolské dynastie Jüan a jejich vyhnání z Číny.
V uznání za zásluhy o vítězství nad nepřáteli mingské říše byl jmenován hrabětem (po) z Tung-ning. Společně s Liou Ťim napsal slavné pojednání Chuo-lung-ťing o čínské vojenské technice druhé poloviny 14. století. Zde popisuje použití pokročilých zbraní využívajících střelného prachu, jako bylo mnoho druhů raket, granáty, kanóny (včetně explozívních nábojů), ruční střelné zbraně, námořní i pozemní miny.